# Jüdischer Friedhof (Ihringen)

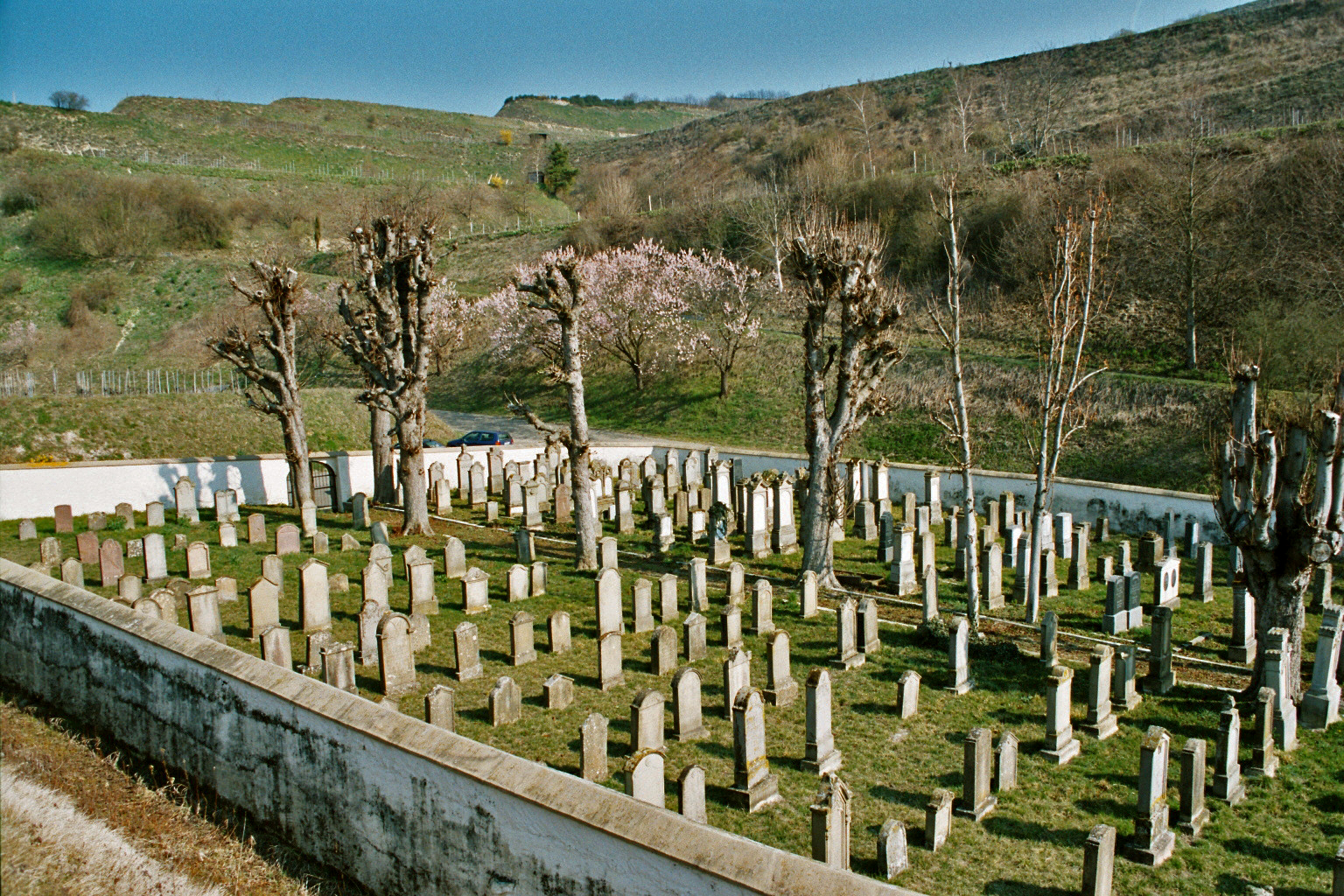
Jüdischer Friedhof Ihringen

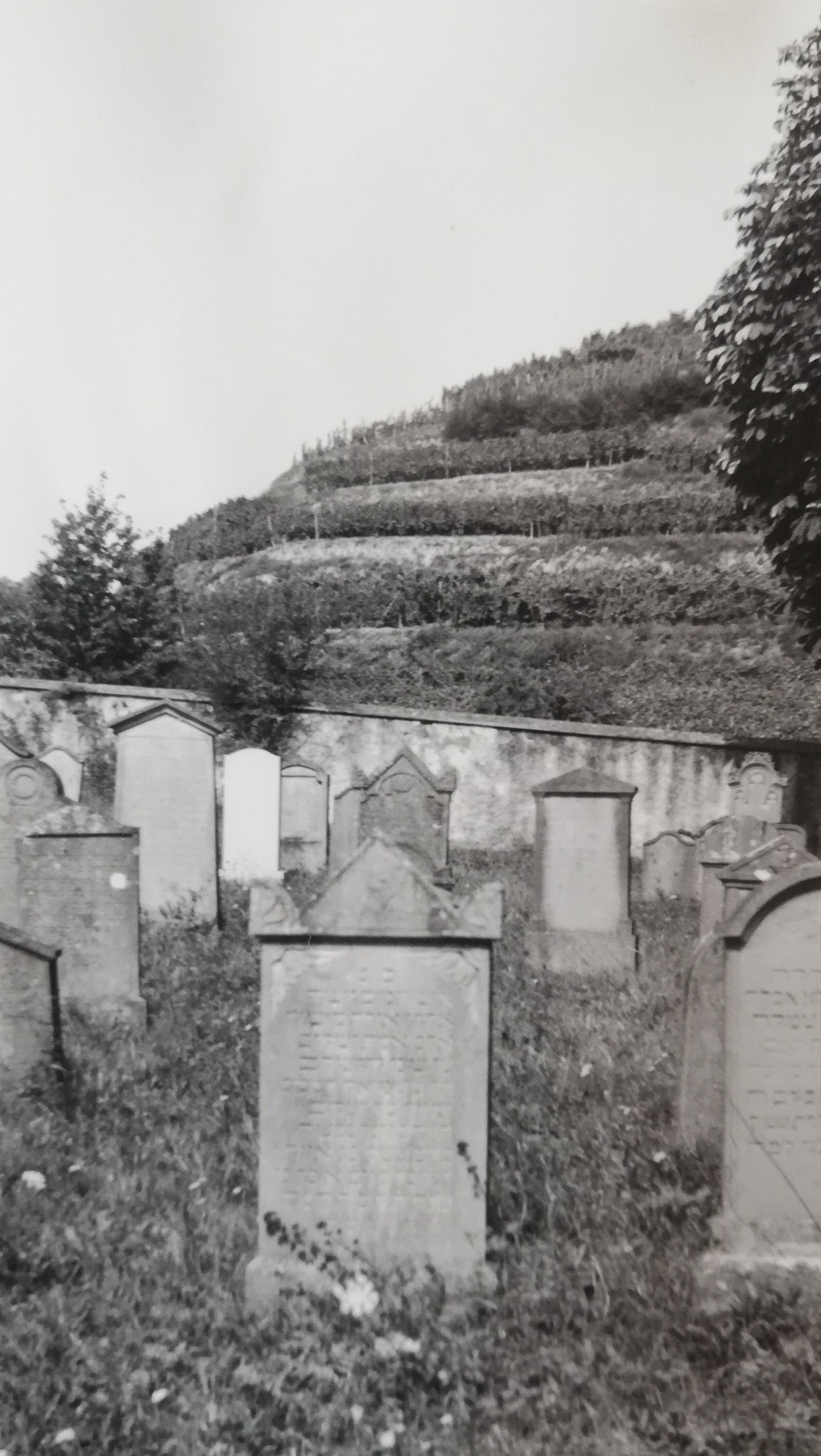
Ansicht des Friedhofs in den 1950er Jahren. Foto aus der Sammlung des Jüdischen Museums der Schweiz

Der Jüdische Friedhof Ihringen in Ihringen, einer Gemeinde im Landkreis Breisgau-Hochschwarzwald im Südwesten Baden-Württembergs, ist ein geschütztes Kulturdenkmal und befindet sich inmitten eines flurbereinigten Weinanbaugebietes.

## Geschichte
Die Toten der jüdischen Gemeinde Ihringen wurden zunächst auf dem jüdischen Friedhof in Emmendingen beigesetzt. Um 1800 wurde ein eigener Friedhof, am Weg nach Blankenhornsberg, errichtet. Der Friedhof hat eine Fläche von 16,44 Ar und heute sind noch 255 Grabsteine (Mazewot) vorhanden. Der älteste Grabstein ist von 1810 und die letzte Bestattung fand 1937 statt.
In den Jahren 1990 und 2007 wurde der Friedhof schwer geschändet. 177 der 200 Grabsteine wurden umgestürzt und teilweise zertrümmert. Grabsteine und die Friedhofsmauer wurden mit nationalsozialistischen Zeichen und Parolen besprüht: „Komm Du Jude, wir fahren nach Dachau“ und „Judenschweine vereket“ (sic!).